# Les Serres Tires
Les Serres Tires és una serra situada al municipi de Maials a la comarca del Segrià, amb una elevació màxima de 401 metres.